# 931 (szám)
A 931 (római számmal: CMXXXI) egy természetes szám.

## A szám a matematikában
A tízes számrendszerbeli 931-es a kettes számrendszerben 1110100011, a nyolcas számrendszerben 1643, a tizenhatos számrendszerben 3A3 alakban írható fel.
A 931 páratlan szám, összetett szám. Három egymást követő prímszám összege (307 + 311 + 313); dupla repdigit (11130 és 77711). Kanonikus alakban a 72 · 191 szorzattal, normálalakban a 9,31 · 102 szorzattal írható fel. Hat osztója van a természetes számok halmazán, ezek növekvő sorrendben: 1, 7, 19, 49, 133 és 931.